# Abasa
Abasa (Si Accigliò) è l'ottantesima Sura del Corano, una sura meccana composta da 42 versetti. Questa sura tratta principalmente della reazione del Profeta Muhammad nei confronti di un mendicante cieco e degli insegnamenti che ne derivano.

## Contenuto

### La Riprensione del Profeta
Versetti 1-4: La sura si apre descrivendo il momento in cui il Profeta Muhammad si volta dall'altra parte mentre era occupato a parlare con i capi Quraysh. In questo momento, un mendicante cieco, noto per la sua ricerca spirituale, si avvicina al Profeta per chiedere la sua guida spirituale.

### L'Insegnamento Divino
Versetti 5-16: Dio rimprovera il Profeta per la sua reazione al mendicante cieco e ribadisce l'importanza della guida spirituale e della compassione verso gli altri. Viene enfatizzata l'uguaglianza e l'importanza di dare attenzione a chi cerca la guida divina, indipendentemente dal loro stato sociale o fisico.

### La Denuncia degli Increduli
Versetti 17-42: La sura conclude con una denuncia degli increduli che rifiutano il messaggio del Profeta e ignorano i segni divini. Vengono ammoniti riguardo alla punizione che li attende per la loro ostinazione e disobbedienza.

## Analisi
La Sura Abasa è importante perché offre un insegnamento significativo sul valore della compassione, della gentilezza e dell'accoglienza verso gli altri, specialmente coloro che cercano la guida spirituale. La reazione del Profeta Muhammad (pace e benedizioni su di lui) al mendicante cieco serve da ammonimento per tutti i credenti riguardo all'importanza di prestare attenzione ai bisogni degli altri e di non trascurare coloro che cercano la guida divina. Inoltre, la sura denuncia gli increduli per la loro ostinazione e disobbedienza verso la verità divina, invitandoli a riflettere sulle loro azioni e a prepararsi per la responsabilità davanti a Dio. La sura è quindi significativa per la sua testimonianza della compassione e della giustizia divina, nonché della responsabilità umana di fronte alla verità spirituale.